# ماتیا کامپاگنون
ماتیا کامپاگنون (انگلیسی: Mattia Compagnon؛ زادهٔ ۶ نوامبر ۲۰۰۱) بازیکن فوتبال است.